# Блешенка
Блешенка (укр. Блешенка) — левый приток Снова, протекающий по Семёновскому району (Черниговская область, Украина).

## География
Длина — 10,2 км. Площадь бассейна — 61,8 км². Русло реки (отметки уреза воды) в среднем течении (село Блешня) находится на высоте 132,9 м над уровнем моря.
Русло извилистое в приустьевой части и делится на два протока. Пойма занята лугами и заболоченными участками. Русло на протяжении всей длины выпрямлено в канал (канализировано) шириной 8 м и глубиной 1,4 м. В верхнем течении создана сеть каналов (шириной 4 и 6 м и глубиной 1,4 и 1,7 м). Нет прудов. Только в приустьевом участке пойма занята лугово-болотными участками. Долина занята хвойным лесом (доминирование сосны).
Берёт начало южнее села Мхи и урочища Красный Городок, севернее урочища Вересы. Река течёт на запад. Впадает в Снов северо-западнее села Блешня непосредственно у государственной границы Украины с Россией.
Нет крупных притоков.
Населённые пункты на реке (от истока к устью):
Семёновский район
1. Блешня